# Biblioteca Köprülü
La Biblioteca Köprülü è una biblioteca di Istanbul. Fu fondata dal Gran Visir ottomano Mehmet Köprülü Pascià nel 1678. È stata la prima biblioteca pubblica del Medio Oriente. La biblioteca contiene attualmente 3.790 volumi di manoscritti.

## Fondazione
Situata lungo via Divanyolu, via Piyer Loti e via Boyacı Ahmed, di fronte alla tomba del Sultano Mahmud II nel quartiere Eminönü di Istanbul, la biblioteca Köprülü fu costruita da Fazıl Ahmed Köprülü Pascià, figlio del sadrazam (gran visir) Köprülü Mehmet Pascià, per ultimo desiderio di suo padre. Köprülüzade Fazıl Mustafa Pascià completò l'istituzione della biblioteca a Çemberlitaş con la creazione di un vakıf (organizzazione senza fini di lucro) nel 1678. La biblioteca venne aperta con un suo personale comprendente tre bibliotecari, un raccoglitore e un custode.

## Collezione
Il primo libro fu donato dalla famiglia Köprülü e il numero di libri disponibili continuò ad aumentare con ulteriori donazioni e acquisizioni. Di tutte le donazioni alla biblioteca, quelle di Köprülü Mehmet Pasha, Fazil Ahmet Pasa, Haci (Hafiz) Ahmet Pasià e Mehmet Asim Bey furono tra le più consistenti. La sua collezione contiene 3.790 manoscritti in turco, arabo e persiano e circa 1.500 opere di stampa. Il catalogo della Biblioteca Köprülü è stato preparato da Ramazan Şeşen, Cevat İzgi e Cemil Akpınar ed è stato pubblicato nel 1986. La biblioteca Köprülü ospita una delle più importanti raccolte di manoscritti islamici del mondo. Gli elenchi degli autori, dei libri e dei soggetti dei manoscritti e delle opere di stampa sono organizzati secondo il metodo di classificazione decimale di Dewey.

## Architettura

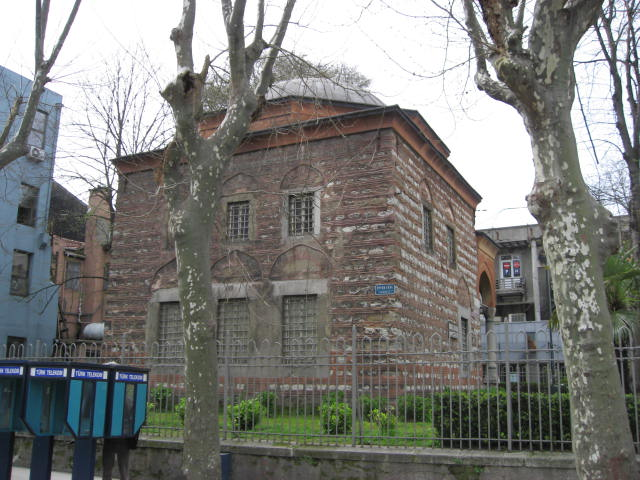
Lato posteriore della biblioteca

La Biblioteca Köprülü è stato il primo esempio di struttura bibliotecaria indipendente di Istanbul. Si trova in un giardino, i cui tre lati sono circondati da strade ed è costruito con pietre e mattoni alternati. È coperta da una cupola posta su un bordo ottagonale all'esterno a pianta quadrata a pennacchio. La parte ad arcate, cui si accede da una scala a quattro gradini nella parte occidentale della biblioteca, è stata spostata in avanti ed ha assunto una forma a T. Vi è una testa a forma di diamante posta sopra sei pilastri di marmo e l'arcata a cuspide è coperta da quattro cupole. Alla biblioteca si accede attraverso una porta bassa posta nell'asse centrale del porticato.
L'interno è illuminato da finestre, con una per lato, due nel livello superiore e tre con sei finestre della parte superiore che attraversano l'ingresso. Sono presenti archi di scarico a cuspide con stipiti rettangolari. La superficie interna della cupola e dei pennacchi è decorata con opere a penna sopra il portone. Entrambe le curve "C" e "S" attirano l'attenzione dei visitatori tra questi ornamenti marroni, neri e rossi. Sotto i disegni floreali sono scritte la parola "Maşallah" e la data, 1181 Hijri (1667-1668). Inoltre, sulla porta interna sono scritte sia "Masallah" che la data di 1289 Hijri (1872) e 1327 Hijri (1911). Sulla base di queste iscrizioni, si comprende che la biblioteca subì dei restauri sia nel 1872 che nel 1911.